# Kurgarra e Galatur
Kurgarra e Galatur sono due personaggi minori della mitologia sumera, babilonese e accadica.

## Il mito
Kurgarra e Galatur sono conosciuti per i testi del poema della Discesa di Inanna negli Inferi.
Nel poema, Inanna, la dea sumera dell'amore, scende nel kurnugi, l'oltretomba dei Sumeri e degli Assiri, nonostante il parere contrario degli altri dei, per porgere le sue condoglianze alla sorella Ereshkigal, dea degli inferi, per la morte di Gugalanna (in sumero Gud-gal-ana, letteralmente "Grande Toro del cielo"), primo marito di Ereshkigal, ucciso da Gilgamesh ed Enkidu
Ninšubur, l'ancella di Inanna, accompagna la dea fino alle porte degli inferi, e lì la attende, mentre la dea attraversa le sette porte del Kurnugi, custodite dal temibile Neti, lasciando ad ogni porta un indumento o un accessorio (nell'ordine: la corona, gli orecchini, la collana, la spilla, l'anello, il pettorale ed infine il vestito), fino ad arrivare nuda e senza alcun potere al cospetto della sorella che, invece di ringraziarla della visita, e gelosa della sua bellezza e delle sue prerogative di dea dell'amore, la fa uccidere dal suo visir Namtar.
Ninshubur, dopo aver atteso invano la padrona per tre giorni, si reca disperata dagli dei Enlil e Nanna a chiedere aiuto, ma non trova che parole di velato rimprovero per la padrona, che non aveva voluto ascoltare i loro consigli. Gli dei del pantheon sumero, infatti, non hanno alcun potere nel Kurnugi.
Ninshubur si reca infine dal dio Enki, che, invece, decide di aiutarla: si pulisce le unghie delle mani e, con lo sporco che ne è caduto, dà vita a due creature: Kurgarra e Galatur, che non sono né umani né divinità, né uomini né donne.
Kurgarra e Galatur si fanno quindi accompagnare da Ninshubur fino alle porte del Kurnugi, e, lasciata l'ancella di Inanna di nuovo sulla soglia, si addentrano nelle porte infernali, che non hanno nessun potere su di loro, visto che astutamente Enki li aveva creati con una natura non ben definita e quindi non categorizzabile secondo le rigide leggi infernali.
Le due creature giungono fino alla stanza di Ereshkigal, dove dapprima si siedono in silenzio e poi, ogni volta che la terribile dea si compiace per la sua bellezza, la lodano con complimenti ed adulazioni (non sappiamo se fossero sinceri, visto che Ereshkigal aveva l'aspetto di un pesce, con scaglie di serpente e piedi simili alle zampe di un cane).
La dea, compiaciuta, promette loro un dono, e i due le chiedono il cadavere di Inanna, esposto nella sua stanza infernale.
Ereshkigal non viene meno alla parola data e le due creature, dopo essersi profuse in mille ringraziamenti, portano il corpo della dea fuori dal Kurnugi e quindi la resuscitano con l'acqua della vita che Enki aveva preventivamente fornito loro allo scopo.
Dato che, secondo le leggi del Kurnugi, ogni persona che esce dagli inferi deve essere sostituita con un'altra, Inanna, dopo aver rifiutato l'offerta di Ninshubur di andare negli inferi al suo posto, costringe invece il marito Dumuzi, il re di Uruk, a sostituirla, dopo aver scoperto che egli, invece di essere in lutto per la morte della moglie e dea, stava invece festeggiando l'inaspettato ritorno alla condizione di uomo non sposato.